# Ministerstwo Przemysłu Mięsnego i Mleczarskiego
Ministerstwo Przemysłu Mięsnego i Mleczarskiego – polskie ministerstwo istniejące w latach 1952–1956, powołane z zadaniem działania w obszarze związanym z przetwórstwem mięsnym i produktami mleczarskimi. Minister był członkiem Rady Ministrów.

## Ustanowienie urzędu
Na podstawie dekretu z 1952 r. o utworzeniu urzędu Ministra Przemysłu Mięsnego i Mleczarskiego powołano nowy urząd.

## Ministrowie
- Marian Minor (1952)

## Zakres działania
Do zakresu działania urzędu Ministra Przemysłu Mięsnego i Mleczarskiego należały sprawy:
- przetwórstwa mięsa, mleka, ryb, drobiu, jak i odpadków zwierzęcych i roślinnych oraz składowania i zbytu tych przetworów;
- zakupu świń bekonowych i mleka oraz skupu i zakupu jaj, drobiu, ryb, odpadów zwierzęcych i roślinnych;
- budowy i prowadzenia chłodni składowych.

Sprawy należące do zakresu działania Ministra Handlu Wewnętrznego przeszły do zakresu działania Ministra Przemysłu Mięsnego i Mleczarskiego.

## Struktura organizacyjna ministerstwa
Uchwałą Rady Ministrów z 1952 r. ustanowiono tymczasową strukturę organizacyjną Ministerstwa Przemysłu Mięsnego i Mleczarskiego. Zgodnie ze statutem Ministerstwo Przemysłu Mięsnego i Mleczarskiego składało się z odpowiednich departamentów oraz następujących central:
- Centralnego Zarządu Przemysłu Mięsnego;
- Centralnego Zarządu Przemysłu Mleczarskiego;
- Centralnego Zarządu Przemysłu Chłodniczego;
- Centralnego Zarządu Przemysłu Jajczarsko-Drobiarskiego;
- Centralnego Zarządu Przetwórstwa Odpadów Zwierzęcych i Roślinnych.

## Zniesienie urzędu
Dekretem z 1956 r. o utworzeniu urzędu Ministra Przemysłu Spożywczego zniesiono urząd Ministra Przemysłu Mięsnego i Mleczarskiego oraz urząd Ministra Przemysłu Rolnego i Spożywczego.